# کالبدشناسی مقایسه‌ای
کالبدشناسی مقایسه‌ای، کالبدشناسی تطبیقی یا همسنجشی (به انگلیسی: Comparative anatomy) شاخه‌ای از کالبدشناسی است. این رشته به مطالعه شباهت‌ها و تفاوت‌های آناتومی گونه‌های مختلف (جانور، گیاه، قارچ و …) می‌پردازد. این کار نقش بسزایی در ریخت‌شناسی و تحلیل‌های فیلوژنتیک دارد.

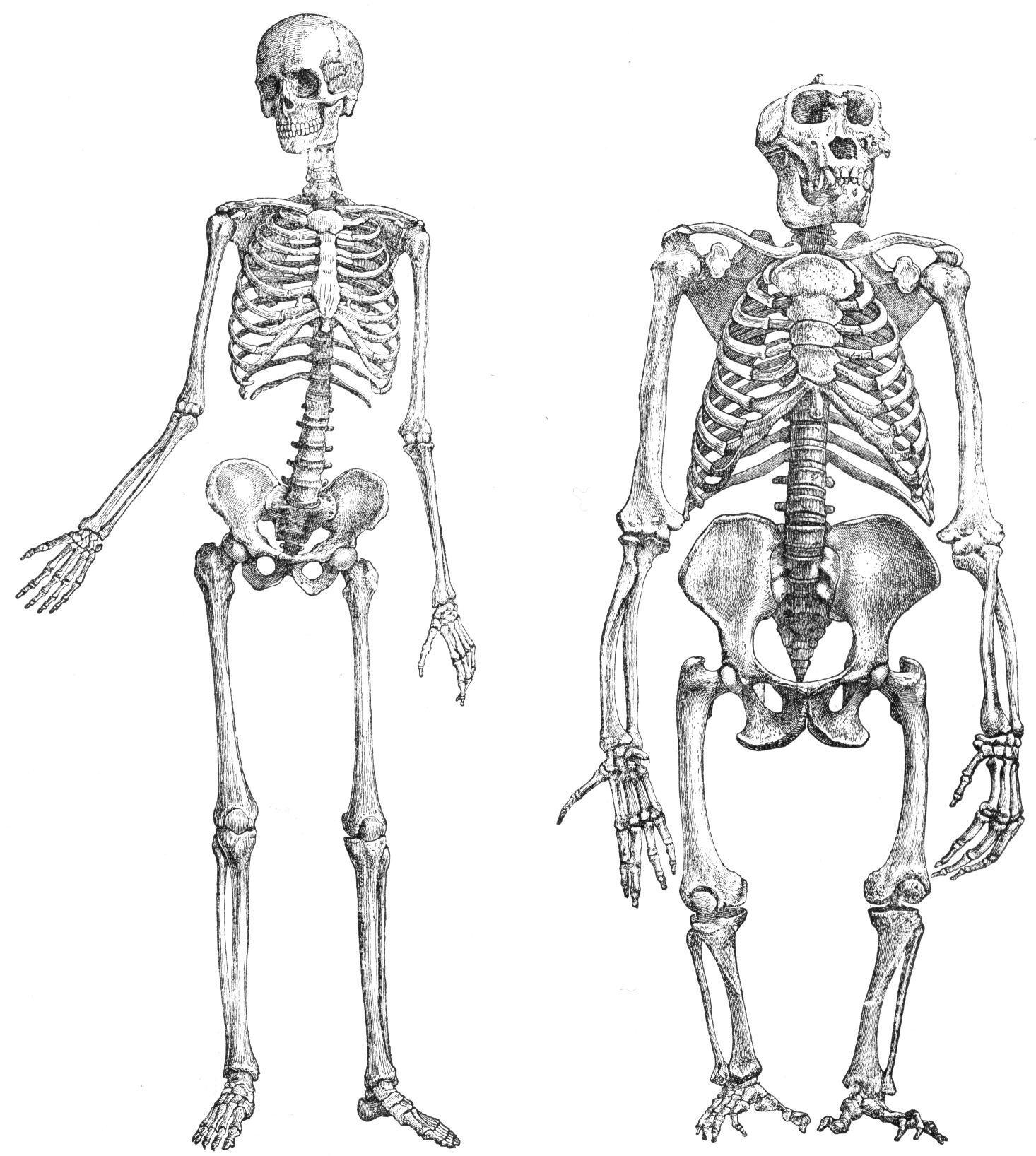
اسکلت انسان و گوریل

## معرفی
کالبدشناسی تطبیقی منبع مهمی جهت بررسی سوبژکتیو داده‌ها برای مطالعه تاریخ فرگشتی (تکامل) حیات است. مطالعه تطبیقی گونه‌های زندهٔ مختلف در زیست‌بوم می‌تواند به فهم جوانب ریخت‌شناسانه و کارکرد خصیصه‌های سازگارشده کمک کند. آناتومی مقایسه‌ای نه تنها برای ظاهر بلکه برای ساختار اندام‌ها (بافت‌شناسی تطبیقی) هم ضروری است تا ساختارهای همساخت و همسان از هم معلوم شوند. برای مثال، بال خفاش همان کاربرد بال پروانه را دارد (هر دو اندامی برای پرواز هستند)، ولی از نظر ساختاری یکسان نیستند. در حقیقت، بال خفاش ساختار مشابه پای اسب یا باله دلفین را دارد. (به چنین ساختارهایی همساخت می‌گویند).
در این روش، نشان داده می‌شود که تغییرات اندک در نسبت‌ها و جایگاه اجزای موجودات زنده برای تغییر کارکرد کافی هستند. برای نمونه گوش ما شکلی تکوین‌یافته از آبشش ماهی است.

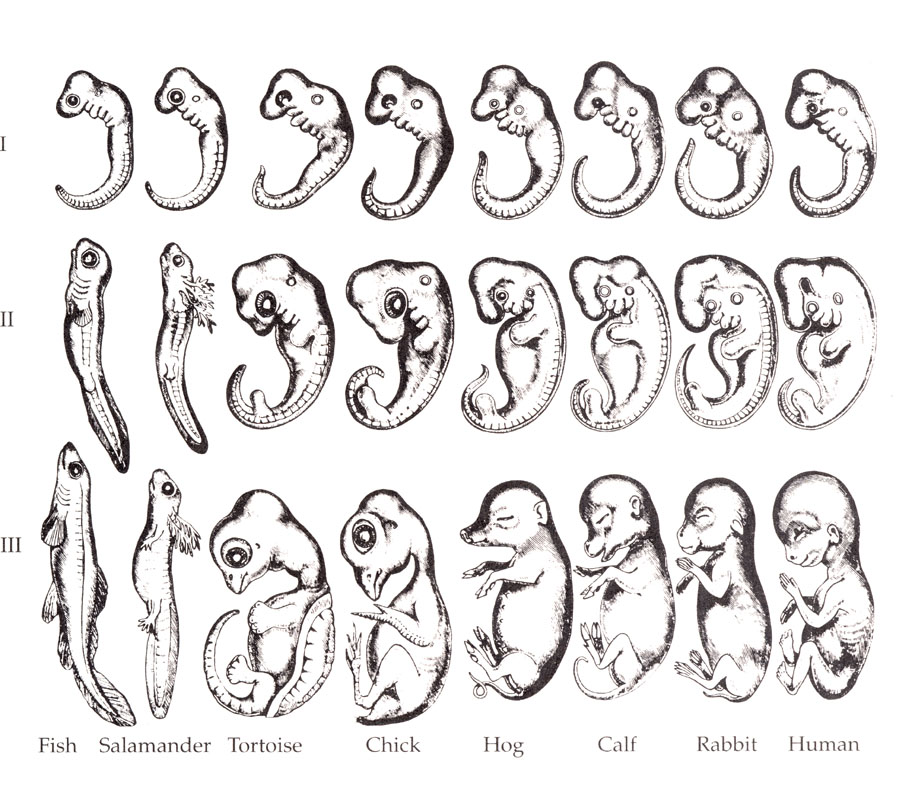
تصاویر رویان‌های جانوران مختلف مثل ماهی، جوجه، انسان و خرگوش. (طرح‌ها از ارنست هاکل)

وقتی دو بدن به هم شبیهند ولی منشأ یکسانی ندارند، به آنها هوموپلاسی یا فرگشت هم‌گرا می‌گویند. باله آب‌بازان چون نهنگ و دلفین به باله ماهی‌ها به ویژه کوسه‌ها شباهت دارد. ولی نهنگ‌ها ماهی نیستند، آنها چون فیل و انسان پستاندار هستند. باله‌های آنها در واقع پاهای جلویی آنها بوده‌اند که در طول فرگشت به این شکل درآمده‌اند.